# Blechnarka
Blechnarka (prononciation : [blɛxˈnarka]), également connue sous le nom rusyn de Blichnarka (rusyn : Бліхнарка), est une localité de l'extrême sud de la Pologne, situé dans la voïvodie de Petite-Pologne (powiat de Gorlice). Elle est frontalière de la Slovaquie.

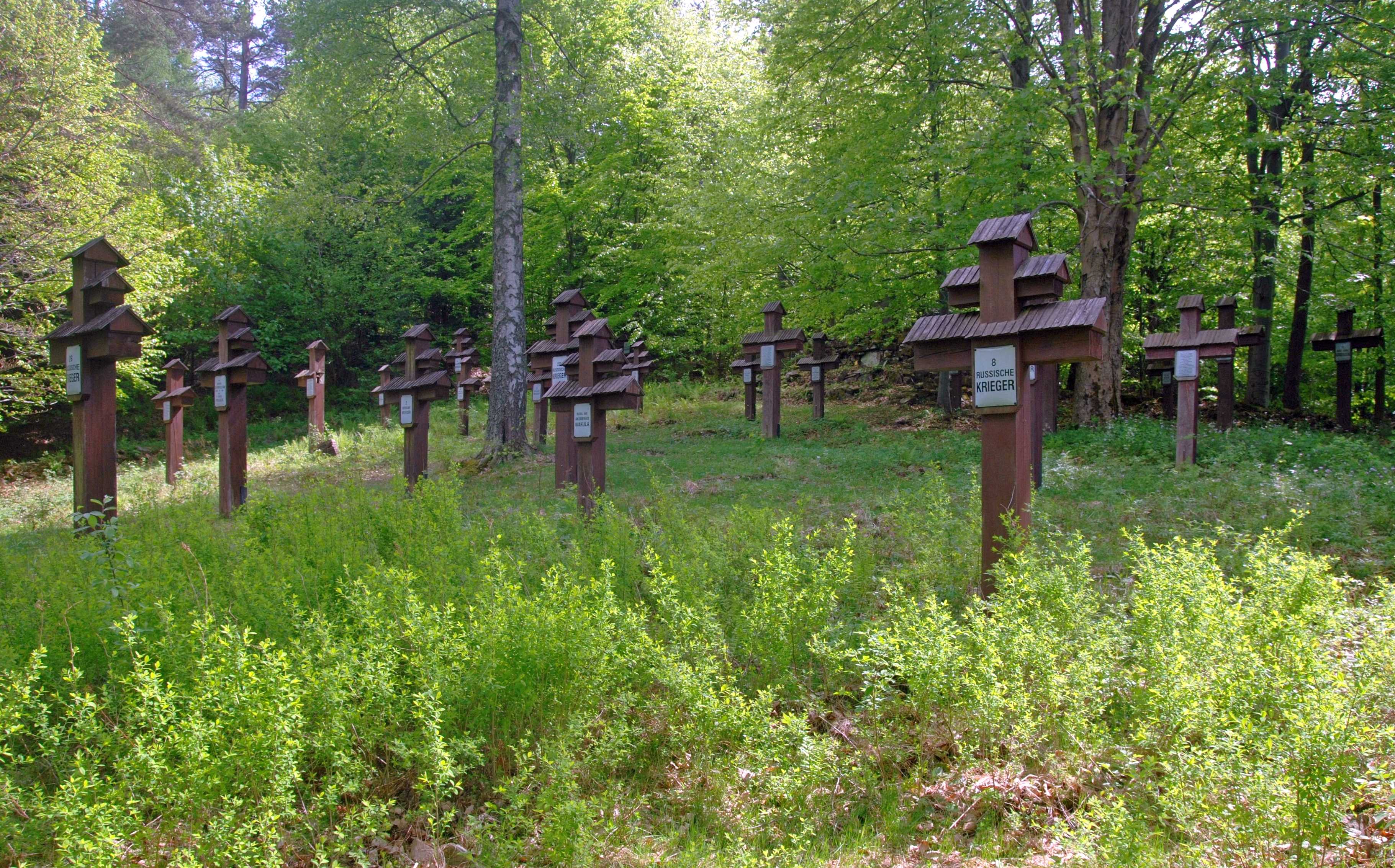
Un aspect du cimetière militaire de la Première Guerre mondiale de Blechnarka.